# Leonivka, Luhînî
Leonivka (în ucraineană Леонівка) este un sat în comuna Kremne din raionul Luhînî, regiunea Jîtomîr, Ucraina.

## Demografie
Componența lingvistică a localității Leonivka
     Ucraineană (97,42%)
     Rusă (2,58%)
Conform recensământului din 2001, majoritatea populației localității Leonivka era vorbitoare de ucraineană (97,42%), existând în minoritate și vorbitori de rusă (2,58%).